# Susy del Carril
Luisa Susana Eguiguren, más conocida como Susy del Carril, fue una actriz y cantante de tango argentina. Realizó su actividad artística en las décadas de 1930 y 1940 en el teatro, la radio y el cine.

## Actividad en el teatro y la radio
En 1935, cantó en la orquesta típica de Juan Carlos Cobián y Ciriaco Ortiz y continuó con la orquesta de este al separarse Cobián. Al año siguiente el conjunto debuta en Radio El Mundo y Susy del Carril siguió siendo uno de los dos cantantes (el otro era Antonio Rodríguez Lesende) y, en 1937, cantó en la orquesta de Juan Carlos Cobián. Al año siguiente actuó en la obra Mujeres de Claire Booth integrando el elenco de la Compañía Mecha Ortiz, con dirección de Francisco Madrid junto a Amelia Bence, Juana Sujo, Rosita Quintana, Alba Solís y Cristina Ortega, entre otras, en el Teatro Smart.
En 1942, formó parte el numeroso elenco de la revista musical Sentimiento gaucho (1942), en la cual se utilizó por primera vez en Argentina el efecto de la luz negra, con libro de Ivo Pelay y dirección de Francisco Canaro.
En 1943, actuó en el Teatro Politeama en la obra Intermezzo En El Circo 1943 de Carl Vollmoeller, Charles Amberg y Engel Berger con dirección de George Urban y Jaime Font Saravia.
En cine debutó en Los pagarés de Mendieta (1939) dirigida por Leopoldo Torres Ríos y el último filme en que intervino fue Amor último modelo, dirigida por Roberto Ratti en 1942.

## Filmografía
Como actriz
- Amor último modelo (1942)
- Peluquería de señoras (1941): Delia del Mar; canta la rumba «Param-Pam-Pam», letra y música de Sergio de Karlo
- Mamá Gloria (1941): como Sussy del Carril
- La luz de un fósforo (1940): Cholita
- Los pagarés de Mendieta (1939)